# Sherlock Holmes (film)
Sherlock Holmes är en amerikansk action-thrillerfilm från 2009, regisserad av Guy Ritchie. Filmen är baserad på Arthur Conan Doyles fiktiva karaktär Sherlock Holmes. Inspelningarna började i oktober 2008 och filmen hade premiär 25 december 2009 i USA. Filmen hade premiär i Sverige den 1 januari 2010 och släpptes på DVD och blu-ray den 2 juni 2010 i Sverige. Filmen är tillåten från 11 år.
En uppföljare kallad Sherlock Holmes: A Game of Shadows hade premiär den 16 december 2011.

## Handling
Året är 1890 i London. Hela rikets säkerhet står på spel när Sherlock Holmes (Robert Downey Jr.) och Dr. John Watson (Jude Law) följer spåren efter en skurk utan samvete, vars planer kan störta hela det brittiska imperiet. Sherlock Holmes mäter gärna sin skarpa hjärna mot sjuka brottsgenier, men om det krävs så slåss han mot skurkarna med ett mer handgripligt och kraftfullt sätt.

## Rollista (i urval)
- Robert Downey Jr. - Sherlock Holmes
- Jude Law - Dr. John Watson
- Rachel McAdams - Irene Adler
- Mark Strong - Lord Henry Blackwood
- Kelly Reilly - Mary Morstan
- Eddie Marsan - Kommissarie Lestrade
- Hans Matheson - Lord Coward
- Geraldine James - Mrs. Hudson
- Robert Maillet - Dredger
- James Fox - Sir Thomas Rotheram
- William Houston - Konstapel "Clarkie" Clark
- Clive Russell - Kapten Tanner

## Mottagande i Sverige
Urval av tidningars betyg:
- Aftonbladet - 4/5 [2]
- Svenska Dagbladet - 3/6 [3]
- Expressen - 4/5 [4]